# Ion Corniță
Ion Corniță (n. 23 martie 1931-31 august 2020) a fost un deputat român în legislatura 1992-1996 și în legislatura 1996-2000, ales în județul Bacău pe listele partidului PNȚCD/PER. Ion Corniță s-a născut la Filipeni, județul Bacău și a fost inițiatorul grupului anticomunist Frontul Salvării Patriei. Ion Coniță a fost condamnat la moarte în 1959 iar în 1960 pedeapsa sa a fost comutată la muncă silnică pe viață. În legislatura 1992-1996, Ion Corniță a fost membru în grupurile parlamentare de prietenie cu Republica Populară Chineză și Ucraina iar în legislatura 1996-2000 în grupurile parlamentare de prietenie cu Republica Islamică Pakistan și Japonia. A încetat din viata pe 31 august 2020.  